# Monguzzo

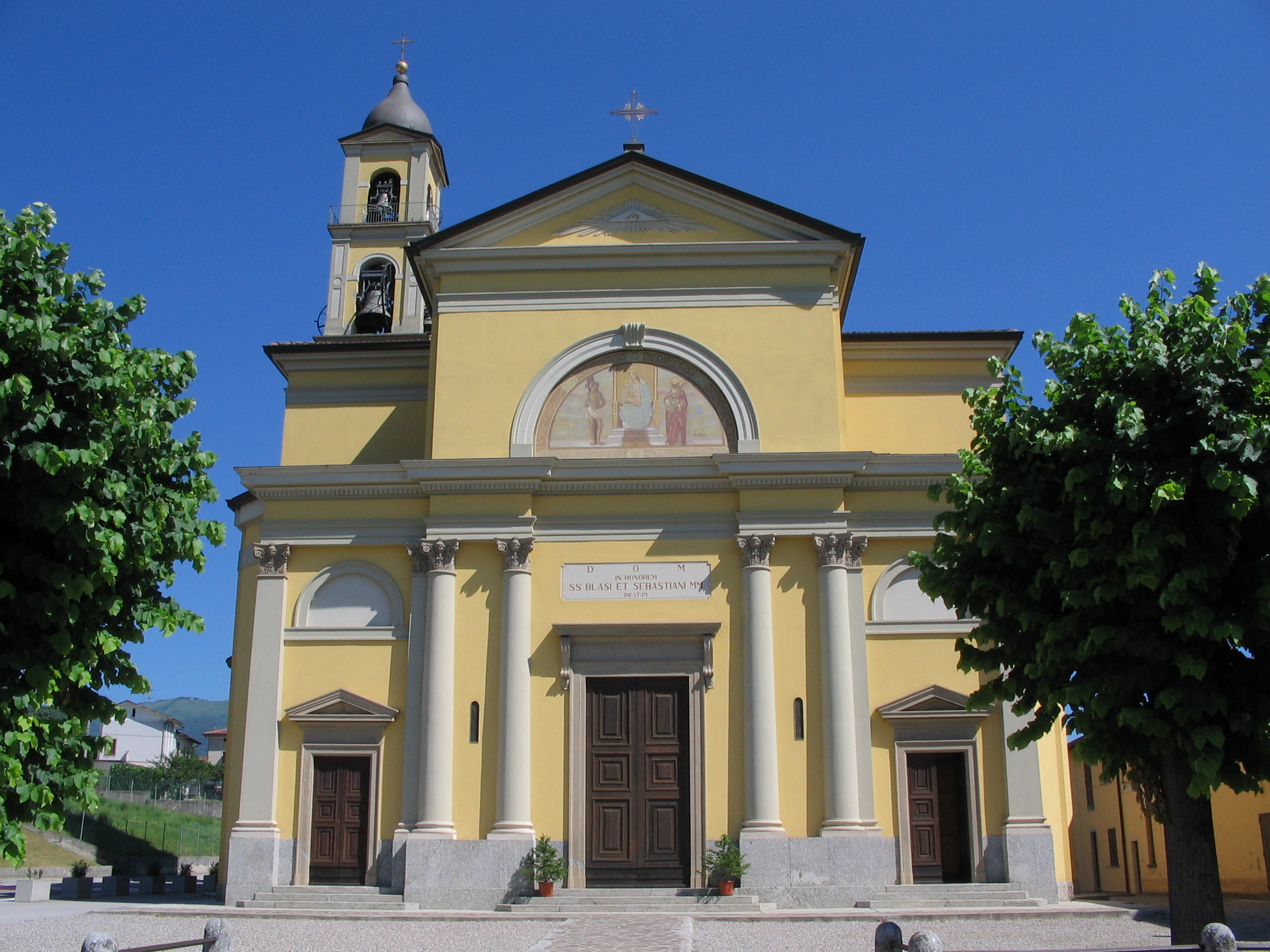
Kościół

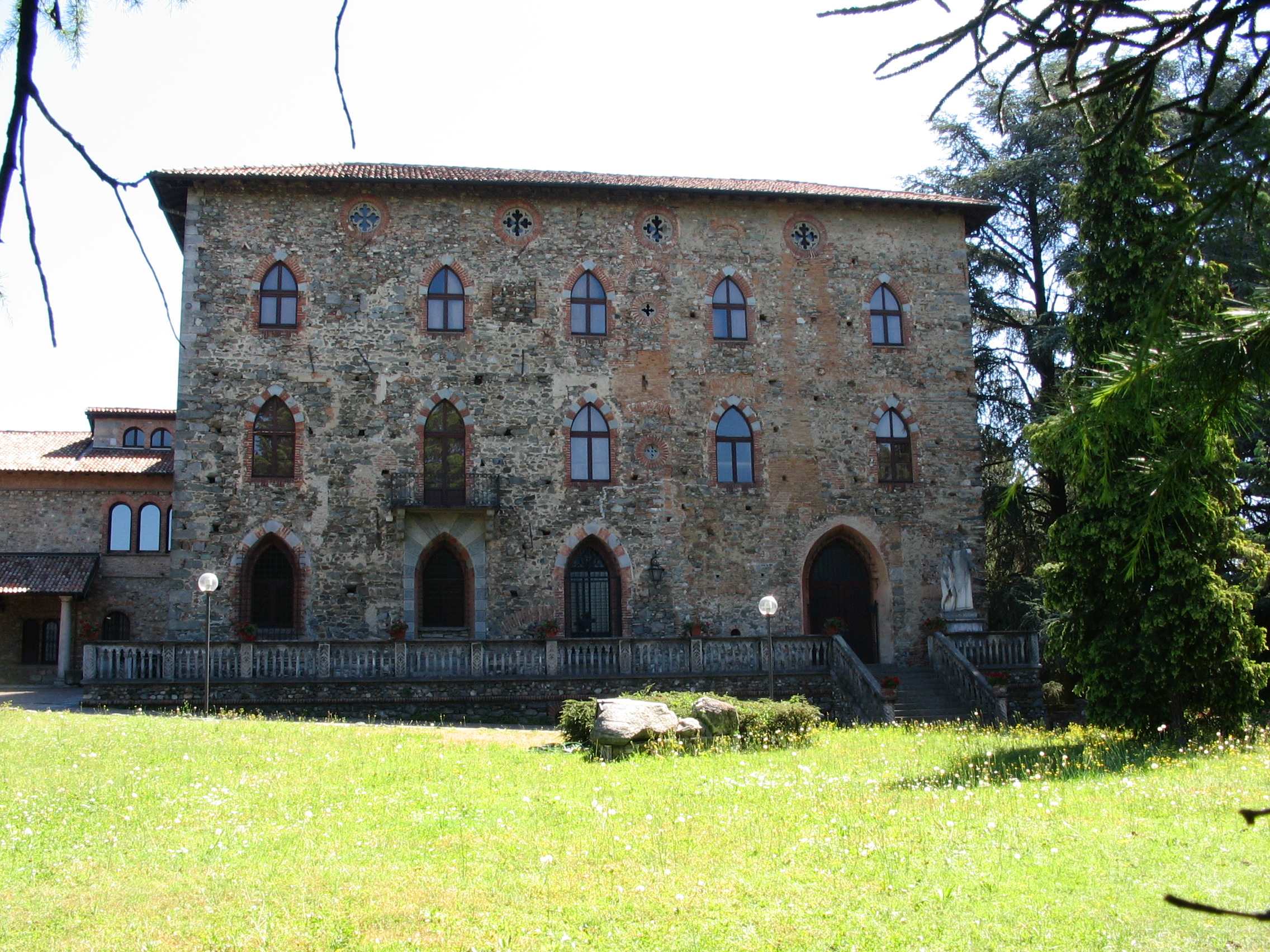
Zamek

Monguzzo – miejscowość i gmina we Włoszech, w regionie Lombardia, w prowincji Como.
Według danych na rok 2004 gminę zamieszkiwały 1923 osoby, 641 os./km².